# Municipio de Lafragua
El municipio de Lafragua es uno de los 217 municipios que conforman el estado de Puebla, se ubica en su tercera región económica y está dentro de la sierra madre oriental de México. El nombre Lafragua es en honor a José María Lafragua.

## Geografía
El municipio de Lafragua se encuentra localizado en el oriente del estado de Puebla, tiene una extensión territorial de 180.887 kilómetros cuadrados que equivalen al 0.53% del territorio estatal. Sus coordenadas extremas son 19° 11' - 19° 23' de latitud norte y 97° 12' - 97° 23' de longitud oeste y su altitud va de un máximo 3 900 y un mínimo de 2 320 metros sobre el nivel del mar.
El territorio limita al oeste con el municipio de Guadalupe Victoria, al sur con el municipio de Tlachichuca y al este con el municipio de Chilchotla; al norte y noreste limita con el estado de Veracruz de Ignacio de la Llave, en específico al municipio de Perote y el municipio de Ayahualulco.

### Clima
| Parámetros climáticos promedio de Lafragua | Parámetros climáticos promedio de Lafragua | Parámetros climáticos promedio de Lafragua | Parámetros climáticos promedio de Lafragua | Parámetros climáticos promedio de Lafragua | Parámetros climáticos promedio de Lafragua | Parámetros climáticos promedio de Lafragua | Parámetros climáticos promedio de Lafragua | Parámetros climáticos promedio de Lafragua | Parámetros climáticos promedio de Lafragua | Parámetros climáticos promedio de Lafragua | Parámetros climáticos promedio de Lafragua | Parámetros climáticos promedio de Lafragua | Parámetros climáticos promedio de Lafragua |
| Mes                                        | Ene.                                       | Feb.                                       | Mar.                                       | Abr.                                       | May.                                       | Jun.                                       | Jul.                                       | Ago.                                       | Sep.                                       | Oct.                                       | Nov.                                       | Dic.                                       | Anual                                      |
| ------------------------------------------ | ------------------------------------------ | ------------------------------------------ | ------------------------------------------ | ------------------------------------------ | ------------------------------------------ | ------------------------------------------ | ------------------------------------------ | ------------------------------------------ | ------------------------------------------ | ------------------------------------------ | ------------------------------------------ | ------------------------------------------ | ------------------------------------------ |
| Temp. máx. abs. (°C)                       | 23.0                                       | 23.1                                       | 25.9                                       | 27.2                                       | 28.6                                       | 26.0                                       | 24.0                                       | 23.6                                       | 24.1                                       | 24.0                                       | 23.2                                       | 22.8                                       | 28.6                                       |
| Temp. máx. media (°C)                      | 20.7                                       | 22.0                                       | 23.7                                       | 24.9                                       | 25.4                                       | 22.8                                       | 21.8                                       | 22.2                                       | 22.1                                       | 22.3                                       | 21.6                                       | 20.9                                       | 22.5                                       |
| Temp. media (°C)                           | 11.3                                       | 12.9                                       | 14.7                                       | 16.1                                       | 17.1                                       | 16.0                                       | 15.3                                       | 15.3                                       | 15.2                                       | 14.1                                       | 12.9                                       | 12.1                                       | 14.4                                       |
| Temp. mín. media (°C)                      | 1.9                                        | 3.9                                        | 5.7                                        | 7.3                                        | 8.8                                        | 9.3                                        | 8.7                                        | 8.4                                        | 8.3                                        | 5.9                                        | 4.1                                        | 3.3                                        | 6.3                                        |
| Temp. mín. abs. (°C)                       | -0.8                                       | 2.1                                        | 2.6                                        | 5.9                                        | 7.1                                        | 8.3                                        | 7.8                                        | 6.7                                        | 7.2                                        | 2.7                                        | 1.1                                        | 1.5                                        | -0.8                                       |
| Precipitación total (mm)                   | 8.4                                        | 12.1                                       | 13.3                                       | 37.6                                       | 62.2                                       | 68.1                                       | 53.8                                       | 35.1                                       | 74.1                                       | 19.9                                       | 11.3                                       | 6.5                                        | 402.4                                      |
| Fuente: 30 de noviembre de 2011            |                                            |                                            |                                            |                                            |                                            |                                            |                                            |                                            |                                            |                                            |                                            |                                            |                                            |

## Comunidades
- Agua de la Mina 27
- Cinco de Mayo (Buenos Aires)
- Centro Ecoturistico Ocozotla
- Cuauhtémoc
- Dos Aguas
- Rancho el Porvenir (el Manzanal)
- El Sabinal (Francisco I. Madero)
- González Ortega (Cuecuello)
- La Ermita
- La Galera
- La Loma
- Las Pastorías Zotoltepec
- Las Trancas (Santa Cruz)
- Loma Bonita (Santa Cruz)
- Los Capulines
- Los Viveros
- Mesa del Rodeo
- Nixcomiti
- Palma Sola
- Pocitos (San Miguel)
- Puente Angosto
- Rancho Zotoltepec
- Saltillo (Cabecera)
- San Isidro
- Santa Cecilia
- Tlanalapan
- Vista Hermosa (Cacalotepec)

## Política

### Representación legislativa
Para la elección de diputados locales al Congreso de Puebla y de diputados federales a la Cámara de Diputados federal, el municipio de Lafragua se encuentra integrado en los siguientes distritos electorales:
Local:
- Distrito electoral local de 6 de Puebla con cabecera en Teziutlán.[6]

Federal:
- Distrito electoral federal 8 de Puebla con cabecera en la Ciudad Serdán.[7]